# 9139 Барріласкер
9139 Барріласкер (9139 Barrylasker) — астероїд головного поясу.
Тіссеранів параметр щодо Юпітера — 3,505.